# Leonore Odencrants
Sara Hedvig Eleonora (Leonore) Odencrants, född Ekman 8 april 1857 i Göteborg, Göteborgs och Bohus län, död 25 augusti 1946 i Borås Gustav Adolfs församling, Älvsborgs län, var en svensk rösträttsaktivist. Hon var dotter till Emil Ekman och Sophie Kurck samt gift med Thor Odencrants.
Hon var verksam i kampanjen för införandet av kvinnlig rösträtt i Sverige. Hon var styrelseledamot i Landsföreningen för kvinnans politiska rösträtt och ordförande för Föreningen för kvinnans politiska rösträtt i Borås 1908–1921. 